# Berghauser Bach
Berghauser Bach là một sông nhỏ ở Nordrhein-Westfalen, Đức. Nó chảy đến sông Casumer Bach ở Borgholzhausen.